# Dalila Jakupović
Dalila Jakupović, née le 24 mars 1991 à Jesenice, est une joueuse de tennis slovène professionnelle.
Évoluant principalement sur le circuit ITF jusqu'en 2016, elle y a remporté cinq titres en simple et dix en double.
En 2017, elle remporte son premier titre en double sur le circuit WTA à Istanbul.

## Palmarès

### Titres en double dames
| No | Date       | Nom et lieu du tournoi                | Catégorie | Dotation  | Surface      | Partenaire        | Finalistes                           | Score     |          |
| -- | ---------- | ------------------------------------- | --------- | --------- | ------------ | ----------------- | ------------------------------------ | --------- | -------- |
| 1  | 24-04-2017 | TEB BNP Paribas Istanbul Cup Istanbul | Intern'l  | 250 000 $ | Terre (ext.) | Nadiia Kichenok   | Nicole Melichar Elise Mertens        | 7-66, 6-2 | Parcours |
| 2  | 09-04-2018 | Claro Open Colsanitas Bogota          | Intern'l  | 250 000 $ | Terre (ext.) | Irina Khromacheva | Mariana Duque Mariño Nadia Podoroska | 6-3, 6-4  | Parcours |

### Finales en double dames
| No | Date       | Nom et lieu du tournoi        | Catégorie | Dotation  | Surface    | Vainqueures                    | Partenaire         | Score     |          |
| -- | ---------- | ----------------------------- | --------- | --------- | ---------- | ------------------------------ | ------------------ | --------- | -------- |
| 1  | 03-04-2017 | Abierto GNP Seguros Monterrey | Intern'l  | 250 000 $ | Dur (ext.) | Nao Hibino Alicja Rosolska     | Nadiia Kichenok    | 6-2, 7-64 | Parcours |
| 2  | 09-10-2017 | Tianjin Open Tianjin          | Intern'l  | 500 000 $ | Dur (ext.) | Irina-Camelia Begu Sara Errani | Nina Stojanović    | 6-4, 6-3  | Parcours |
| 3  | 23-09-2019 | Tashkent Open Tachkent        | Intern'l  | 226 750 $ | Dur (ext.) | Hayley Carter Luisa Stefani    | Sabrina Santamaria | 6-3, 7-64 | Parcours |

### Finale en simple en WTA 125
| No | Date       | Nom et lieu du tournoi  | Catégorie | Dotation  | Surface    | Vainqueure      | Score    |          |
| -- | ---------- | ----------------------- | --------- | --------- | ---------- | --------------- | -------- | -------- |
| 1  | 20-11-2017 | L&T Mumbai Open, Bombay | WTA 125   | 125 000 $ | Dur (ext.) | Aryna Sabalenka | 6-2, 6-3 | Parcours |

### Titres en double en WTA 125
| No | Date       | Nom et lieu du tournoi                        | Catégorie | Dotation  | Surface      | Partenaire         | Finalistes                         | Score            |          |
| -- | ---------- | --------------------------------------------- | --------- | --------- | ------------ | ------------------ | ---------------------------------- | ---------------- | -------- |
| 1  | 30-04-2018 | Bloomage International Kunming Open Anning    | WTA 125   | 125 000 $ | Terre (ext.) | Irina Khromacheva  | Guo Hanyu Sun Xuliu                | 6-1, 6-1         | Parcours |
| 2  | 31-05-2022 | Makarska International Championships Makarska | WTA 125   | 115 000 $ | Terre (ext.) | Tena Lukas         | Olga Danilović Aleksandra Krunić   | 5-7, 6-2, [10-5] | Parcours |
| 3  | 17-07-2023 | BCR Iași Open Iași                            | WTA 125   | 115 000 $ | Terre (ext.) | Veronika Erjavec   | Irina Bara Monica Niculescu        | 6-4, 6-4         | Parcours |
| 4  | 18-09-2023 | Parma Ladies Open Parme                       | WTA 125   | 115 000 $ | Terre (ext.) | Irina Khromacheva  | Anna Bondár Kimberley Zimmermann   | 6-2, 6-3         | Parcours |
| 5  | 05-02-2024 | L&T Mumbai Open Mumbai                        | WTA 125   | 115 000 $ | Dur (ext.)   | Sabrina Santamaria | Arianne Hartono Prarthana Thombare | 6-4, 6-3         | Parcours |

### Finales en double en WTA 125
| No | Date       | Nom et lieu du tournoi           | Catégorie | Dotation  | Surface         | Vainqueures                        | Partenaire          | Score            |          |
| -- | ---------- | -------------------------------- | --------- | --------- | --------------- | ---------------------------------- | ------------------- | ---------------- | -------- |
| 1  | 06-11-2017 | E@ Hua Hin Championships Hua Hin | WTA 125   | 125 000 $ | Dur (ext.)      | Duan Ying-Ying Wang Yafan          | Irina Khromacheva   | 6-3, 6-3         | Parcours |
| 2  | 20-11-2017 | L&T Mumbai Open Bombay           | WTA 125   | 125 000 $ | Dur (ext.)      | Victoria Rodríguez Bibiane Schoofs | Irina Khromacheva   | 7-5, 3-6, [10-7] | Parcours |
| 3  | 11-11-2019 | Taipei OEC Open Taipei           | WTA 125   | 115 000 $ | Moquette (int.) | Lee Ya-hsuan Wu Fang-hsien         | Danka Kovinić       | 4-6, 6-4, [10-7] | Parcours |
| 4  | 20-09-2021 | Columbus Open Columbus           | WTA 125   | 115 000 $ | Dur (int.)      | Wang Xinyu Zheng Saisai            | Nuria Párrizas Díaz | 6-1, 6-1         | Parcours |

## Parcours en Grand Chelem

### En simple dames
| Année | Open d'Australie | Open d'Australie | Internationaux de France | Internationaux de France | Wimbledon       | Wimbledon        | US Open         | US Open         |
| ----- | ---------------- | ---------------- | ------------------------ | ------------------------ | --------------- | ---------------- | --------------- | --------------- |
| 2016  | —                | —                | —                        | —                        | —               | —                | Q1              | Ivana Jorović   |
| 2017  | Q1               | Ons Jabeur       | Q1                       | Virginie Razzano         | Q1              | Viktória Kužmová | Q1              | Victoria Duval  |
| 2018  | Q2               | Luksika Kumkhum  | 1er tour (1/64)          | Georgina García          | Q2              | Anna Kalinskaya  | 1er tour (1/64) | Jil Teichmann   |
| 2019  | 1er tour (1/64)  | Camila Giorgi    | 1er tour (1/64)          | Kurumi Nara              | 1er tour (1/64) | Kirsten Flipkens | Q2              | Anna Kalinskaya |
| 2020  | Q1               | Stefanie Vögele  | Q1                       | Renata Zarazúa           | Annulé          | Annulé           | —               | —               |
| 2021  | Q1               | Rebecca Šramková | —                        | —                        | —               | —                | —               | —               |
| 2022  | —                | —                | —                        | —                        | —               | —                | Q1              | Valerie Glozman |
| 2023  | —                | —                | Q1                       | Kayla Day                | Q1              | Erika Andreeva   | —               | —               |
| 2024  | —                | —                | Q2                       | Anastasia Zakharova      | Q1              | Panna Udvardy    | Q1              | Lily Miyazaki   |

N.B. : à droite du résultat se trouve le nom de l'ultime adversaire.

### En double dames
| Année | Open d'Australie               | Open d'Australie       | Internationaux de France     | Internationaux de France     | Wimbledon                      | Wimbledon            | US Open                      | US Open                |
| ----- | ------------------------------ | ---------------------- | ---------------------------- | ---------------------------- | ------------------------------ | -------------------- | ---------------------------- | ---------------------- |
| 2018  | 2e tour (1/16) I. Khromacheva  | E. Makarova E. Vesnina | 3e tour (1/8) I. Khromacheva | L. Arruabarrena K. Srebotnik | 1er tour (1/32) I. Khromacheva | V. King K. Srebotnik | 1/4 de finale I. Khromacheva | A. Barty C. Vandeweghe |
| 2019  | 1er tour (1/32) I. Khromacheva | Z. Diyas Y. Putintseva | 1er tour (1/32) I. Bara      | G. Dabrowski Xu Y.           | 1er tour (1/32) K. Christian   | S. Aoyama A. Krunić  | 2e tour (1/16) S. Santamaria | Duan Y.-Y. Zheng S.    |
| 2020  | 1er tour (1/32) R. Olaru       | T. Babos K. Mladenovic | —                            | —                            | Annulé                         | Annulé               | —                            | —                      |

N.B. : le nom de la partenaire se trouve sous le résultat ; le nom des ultimes adversaires se trouve à droite.

## Parcours en «Premier Mandatory» et «Premier 5»
Découlant d'une réforme du circuit WTA inaugurée en 2009, les tournois WTA « Premier Mandatory » et « Premier 5 » constituent les catégories d'épreuves les plus prestigieuses, après les quatre levées du Grand Chelem.
| Année |              | Premier Mandatory | Premier Mandatory           | Premier Mandatory | Premier Mandatory |       | Premier 5 | Premier 5 | Premier 5  | Premier 5 | Premier 5 | Premier 5 | Premier 5 |
| Année | Indian Wells | Miami             | Madrid                      | Pékin             |                   | Dubaï | Rome      | Canada    | Cincinnati | Wuhan     | Wuhan     |           |           |
| Année | Indian Wells | Miami             | Madrid                      | Pékin             | Doha              |       | Rome      | Canada    | Cincinnati | Wuhan     | Wuhan     |           |           |
| Année | Indian Wells | Miami             | Madrid                      | Pékin             |                   |       | Rome      | Canada    | Cincinnati | Wuhan     | Wuhan     |           |           |
| 2019  |              |                   | 1er tour (1/64) V. Williams |                   |                   |       |           |           |            |           |           |           |           |

Sous le résultat, l’ultime adversaire.

## Classements WTA en fin de saison
| Année          | 2008 | 2009 | 2010 | 2011 | 2012 | 2013 | 2014 | 2015 | 2016 | 2017 | 2018 | 2019 | 2020 | 2021 | 2022 | 2023 | 2024 |
| Rang en simple | 990  | 431  | 429  | 340  | 327  | 273  | 425  | 243  | 156  | 239  | 69   | 201  | 243  | 307  | 255  | 229  | 232  |
| Rang en double | 927  | 593  | 500  | 424  | 353  | 450  | 572  | 543  | 176  | 85   | 47   | 87   | 93   | 201  | 185  | 92   | 170  |

Source : (en) Classements de Dalila Jakupović sur le site officiel de la Fédération internationale de tennis